# 国防分析研究所
国防分析研究所（こくぼうぶんせきけんきゅうじょ、英: Institute for Defense Analyses、IDA イーダ）とは、システム分析センター（Systems and Analyses Center. SAC）、科学技術政策研究所（Science and Technology Policy Institute, STPI）および通信コンピューティング・センター（Center for Communications and Computing, C&C）の3つの連邦政府出資研究開発センター（Federally funded research and development center, FFRDC）を運営し、特に科学的および技術的専門知識を必要とする安全保障問題に対処して、アメリカ合衆国政府を支援する非営利型法人である。研究所の本部は、バージニア州アレクサンドリアに所在する。 

## 歴史
IDAの誕生に不可欠な2つの方針は、第二次世界大戦によって生まれた。一つは、複数の軍種を一つの調整された省庁に統合するというもの、もう一つは、科学および科学者と安全保障との関係強化を実現するというものであった。一つ目の方針は、ハリー・トルーマン大統領が1947年と1949年の国家安全保障法に署名し、国防総省を創設することにより実行に移された（1947年、陸軍省と海軍省が統合され、旧国防省が設立された。1949年、それを母体として、現在の国防総省が設立された。）。
一方、二つ目の方針については1948年、初代国防長官府長官であるジェームズ・フォレスタルが兵器システム評価グループ（Weapons Systems Evaluation Group, WSEG）を設立し、創設間もない国防長官府に技術的な専門知識と分析手法を継続的に提供して軍の統合を実現させるとともに、次の事項を実施して国防長官府および統合参謀本部を支援させた。
- 兵器システムの評価に必要な科学的および技術的ならびに軍事的な専門知識の提供
- 科学的分析およびオペレーションリサーチに関する先端技術の適用
- 公平かつ大局的見地に立った問題の解決

ドワイト・アイゼンハワー政権の初期の段階において、WSEGに対する要求は、少人数の軍人や軍属で構成されるスタッフの能力を超えるようになり、組織改革が求められるようになった。いくつかの選択肢が検討されたのち、1955年、国防長官および統合参謀本部議長は、当時マサチューセッツ工科大学の学長であったジェームズ・R・キリアン・ジュニアに民間の非営利の研究機関の設立を支援するように依頼した。大学コンソーシアムの後援を得たその機関は、高度な資格を有する科学者を集め、WSEGによる国家の最重要国防問題への対処を支援した。1956年4月、この機関は、IDAという非営利組織として法人化された。1958年、IDAは、国防長官の要求により新たに創設された高等研究計画局（Advanced Research Projects Agency, ARPA）（のちの国防高等研究計画局, Defense Advanced Research Projects Agency, DARPA）を支援するための部局を設置した。まもなく、この部局の役割は、国防次官補（研究及び技術担当）のすべての事務局に対する科学的および技術的な研究支援へと拡大された。
1956年当時、IDAは、5つの大学（カリフォルニア工科大学、 ケースウエスタンリザーブ大学、マサチューセッツ工科大学、スタンフォード大学およびチューレーン大学）により監督されていたが、1964年には7つの大学（カリフォルニア大学、シカゴ大学、コロンビア大学、イリノイ大学、ミシガン大学、ペンシルバニア大学およびプリンストン大学）を加えた12の大学へと拡大された。大学によるIDAの監督は、プリンストン大学、コロンビア大学などでのベトナム戦争に対するデモの余波を受け、1968年に終了した。
その後、IDA最大の研究所であり、コスト分析、コンピューター・ソフトウェアおよびエンジニアリング、戦略および戦力評価、ならびに実用試験を行う研究分析センター（Studies and Analyses Center）（現在のシステム分析センター, Systems and Analyses Center）の監督の下に各部局が創設されるようになった。1990年代の初めには、シミュレーション・センター（Simulation Center）が創設され、高度な分散シミュレーションが研究されるようになった。また、近年では、統合先進戦闘プログラム（Joint Advanced Warfighting Program）が創設され、新たな運用構想が開拓されている。
IDAによるアメリカ国家安全保障局への支援は、1959年に開始された。これは、ニュージャージー州プリンストンへの通信研究センター（Center for Communications Research）の設立に際して要求されたものであった。1984年および1989年の国家安全保障局からの追加要求により、メリーランド州ブーイにコンピューター科学センター（Center for Computing Sciences）が、さらにカリフォルニア州ラホヤに2箇所目の通信研究センターがそれぞれ設立された。暗号学および情報運用（information operations）に関する研究を行うこれらのグループは、IDAの通信およびコンピューターFFRDCを構成することとなった。
2003年、IDAは、独立したFFRDCである科学技術政策局（Office of Science and Technology Policy）などの行政機関組織に技術および分析支援を提供する科学技術政策研究所（Science and Technology Policy Institute）を監督するようになった。
IDAは、その歴史を通じて、他の連邦政府機関に対する支援も行ってきた。近年の業績としては、アメリカ合衆国国土安全保障省、アメリカ航空宇宙局、アメリカ合衆国国家情報長官などを支援するための研究が挙げられる。

## 財源
IDAのFFRDCは、政府の財源のみで活動しており、営利企業や営利団体のための業務は行っていない。

## IDAのFFRDC

### システム分析センター
システム分析センター（Systems and Analyses Center, SAC）は、3つのFFRDCの中で最大の研究機関であり、バージニア州アレクサンドリアのIDA本部と一緒に設置されている。SACは、科学技術上の専門知識を必要とする問題を重視しつつ、重要な国家安全保障問題に対処している国防長官府、統合参謀本部、戦闘コマンドおよび国防総省所管機関を支援している。

### 科学技術政策研究所
科学技術政策研究所（Science and Technology Policy Institute, STPI）は、ワシントンD.C.に所在している。この研究所は、ホワイトハウス科学技術政策局（Office of Science and Technology Policy, OSTP）などのアメリカ合衆国政府および連邦政府機関の行政機関である事務局や評議会に対し、科学技術政策問題に関する客観分析を提供している。2003年にIDAによる運用が開始されて以来、STPIは、倫理的、法的および社会的な事象に関する超精密的な調査から航空研究開発までの、あるいはアメリカ合衆国のビ政策の効果から国際的な研究協力の促進手段までの広範な問題に関し、OSTPに対する支援を続けてきた。この事業の実施にあたり、STPIの研究者たちは、民間企業、学術機関および非営利組織の代表者たちから幅広く助言を得ている。

### 通信コンピューティング・センター
1959年、IDAの通信研究部局である通信情報センター（Center for Communications and Computing）が、国家安全保障局が高度な暗号学上の問題を解決するのを援助する民間の研究機関として設立された。この研究機関の長は、コーネル大学の数学教授であるジョン・バークリー・ロッサー（1958–61）、シカゴ大学数学部長リチャード・ライブラー（1962–1977）、プリンストン大学数学者リー・ニューワース（1977-不明）が歴任してきた。
この機関は、現在、メリーランド州ブーイに所在するコンピューター科学センター（Center for Computing Sciences）およびニュージャージー州プリンストンおよびカリフォルニア州ラホヤ）に所在する2箇所の通信研究センターで構成されており、ネットワークのセキュリティ問題にも取り組んでいる。
広範な分野の中でも、特に高度な暗号化分析、高速コンピューター技術、先進アルゴリズムの開発およびその適用、暗号のアルゴリズムおよび数学上の基礎、通信保全を支援するコンピューター・ネットワーク技術、サイバー・セキュリティを支援するインフォメーション処理および膨大データセットの解析が特に重視されている。
プリンストンおよびラホヤの研究センターは暗号に関する数学を主たる研究対象として設立され、ブーイの科学センターはコンピューター・サイエンスを主たる研究対象として設立されたが、いずれも独自の分野に関する研究も行っている。ただし、それぞれの研究センターは緊密な連携を維持しており、重複した課題に取り組んでいる研究チームを共有している場合も多い。

## 構成員
IDAには、約1,500名の研究員、専門家、補助者および支援要員が勤務している。その多くは、軍学校または軍での勤務経験を有している。約56％が博士号を取得しており、36％が修士号、8％が学士号を取得している。